# Coelogyne gibbifera
Coelogyne gibbifera är en orkidéart som beskrevs av Johannes Jacobus Smith.
Coelogyne gibbifera ingår i släktet Coelogyne och familjen orkidéer. Inga underarter finns listade i Catalogue of Life.